# قل آمين (ليلة السبت)
«قل آمين (ليلة السبت)» (بالإنجليزية: Say Amen (Saturday Night))‏ هي أغنية لفرقة البوب روك الأمريكية بانيك! آت ذا ديسكو من ألبوم الاستوديو السادس للفرقة «صل للشرير» الصدر سنة 2018. صدرت الأغنية كالأغنية المنفردة الأولى من الألبوم يوم 21 مارس 2018. أصبحت الأغنية أول أغنية منفردة لبانيك! آت ذا ديسكو تتصدر المرتبة الأولى على لائحة بيلبورد للأغاني البديلة في يونيو 2018.

## الإصدار
أصبحت «قل آمين (ليلة السبت)» متوفرة للبث والتحميل من الأنترنيت ابتداء من 21 مارس 2018 وأنتجها كل من جيك سنكلير و عماد رويال. في نفس اليوم صدرت الأغنية المنفردة «(تبا ل) الجهة المشرقة».

## فيديو موسيقي
صدر الفيديو الموسيقي ل«قل آمين (ليلة السبت)» الذي أخرجه دانييل كامبوس يوم 21 مارس 2018. صرح المغني الرئيسي للفرقة برندن يوري بأن أحداث الفيديو تقع قبل أحداث الفيديو الموسيقي الصادر سنة 2013 لأغنية «هذه بشارة» من الألبوم الرابع للفرقة «غريب جدا ليعيش، نادر جدا ليموت!» والفيديو الموسيقي الصادر سنة 2015 لأغنية «ملابس الإمبراطور الجديدة» من الألبوم الخامس للفرقة موت أعزب. تظهر في الفيديو الممثلة كلوي هولمز.

## قائمة الأغاني
| 1. | "قل آمين (ليلة السبت)" | 3:09 |

| 1.            | "قل آمين (ليلة السبت)"  | 3:09 |      |      |      |      |      |      |      |      |      |
| 2.            | "(تبا ل) الجهة المشرقة" | 2:49 |      |      |      |      |      |      |      |      |      |
| المدة الكلية: | المدة الكلية:           | 5:58 | 5:58 | 5:58 | 5:58 | 5:58 | 5:58 | 5:58 | 5:58 | 5:58 | 5:58 |

## لوائح
| اللائحة (2018)                                       | أعلى رتبة |
| ---------------------------------------------------- | --------- |
| أستراليا (أريا)                                      | 90        |
| كندا (هوت كندا ديجيتال سونغز)                        | 48        |
| كندا روك (بيلبورد)                                   | 35        |
| التشيك (راديو توب 100)                               | 17        |
| نيوزيلندا هيتسيكرز (ريكورديد ميوزك إن زيت)           | 2         |
| اسكتلندا (شركة اللوائح الرسمية)                      | 37        |
| أغان منفردة المملكة المتحدة (شركة اللوائح الرسمية)   | 48        |
| بيلبورد هوت 100 الولايات المتحدة الأمريكية           | 60        |
| الأغاني البديلة (بيلبورد) الولايات المتحدة الأمريكية | 5         |
| هوت روك سونغز (بيلبورد) الولايات المتحدة الأمريكية   | 1         |
| روك إيربلي (بيلبورد) الولايات المتحدة الأمريكية      | 4         |